# Georg Brandt
Georg Brandt, född 26 juni 1694 i Riddarhyttan, Västmanland, död 29 april 1768 i Stockholm, var en svensk kemist, mest känd som upptäckare av grundämnet kobolt.

## Biografi
Georg Brandts far Jürgen Brandt var en framgångsrik apotekare som kom från Femern (ön Fehmarn) i norra Tyskland. Modern Katarina Ysing tillhörde en från Bremen invandrad släkt som ägde flera bruk i Mellansverige. Hon var makens tredje hustru och åldersskillnaden var stor. Katarina Ysings farmor var syster till Börje Olofsson Cronberg, och tillhörde Bureätten. Fadern hade förestått apoteket Örnen (Korpen) i Stockholm, men sålt av det och 1690 inköpt bland annat Heds järnverk i Riddarhyttan med sin brorson Joakim Brandt. Där hade fadern börjat experimentera med metallurgi och kemi, och sonen Georg blev tidigt involverad i detta. Det blev dock hans yngre bror Carl som övertog verksamheten i Riddarhyttan.
1705 började Brandt studera vid Uppsala universitet, men verksamheten där gick på lågvarv efter branden 1702. Brandt tog också privat undervisning i matematik av A. G. Duhre. 1714-1716 var Brandt kanslist i advokatfiskalskontoret i Bergskollegium, men laboratorieverksamheten hade stannat av innan Brandt anställdes. Han avreste därför på utrikes studieresa, studerade kemi och medicin några år i Leiden, och blev 1726 medicine doktor i Reims. 
Vid sin hemkomst utnämndes han till föreståndare för Bergskollegiums kemiska laboratorium och blev bergsråd 1757. Han tillhörde den skola inom kemin som grundlades av Urban Hjärne. Brandts första mera betydande arbeten är undersökningarna De arsenico och De semimetallis (införda i "Acta literaria et scientiarum Sueciæ", 1733 och 1735), genom vilka han kom fram till att arsenik är en verklig halvmetall, vars "kalk" utgörs av den vita arseniken (arseniksyrligheten).
Han studerade även zink och visade, att "galmeja" samt "blände" är denna metalls malmer, och "galitzenstein" dess vitriol. Han utförde även undersökningar om orsaken till kallbräcka och rödbräcka hos järn samt visade (1756), att koksalt innehåller samma alkali som soda, men att salpeter däremot innehåller ett vegetabiliskt salt. Genom sistnämnda undersökning avfärdades den kritik som framförts mot fransmannen Henri-Louis Duhamel du Monceaus avhandling "Sur la base du sel marin".
Brandt blev dock mest berömd för upptäckten av kobolt. Det var sedan länge känt att det finns några stenarter, som ansågs vara silvermalmer, men som vid nedsmältning inte gav ifrån sig någon metall, men väl en giftig rök. Redan vid mitten av 1400-talet blev det känt, att dessa malmer kan ge en vacker blå färg åt glas, men man saknade närmare kunskap om "färgkobolten", ända tills Brandt 1735 i ovannämnd avhandling om halvmetallerna visade, att det färgande ämnet innehåller en metall, som han kallade kobolt. I de förut kända koboltmineralen var denna metall förenad med arsenik, men 1742 undersökte Brandt ett arsenikfritt koboltmineral, vilket sedermera fick namnet "linnéit".
Han var en av de första att väljas in i Kungliga Vetenskapsakademien efter dess bildande. De vetenskapliga undersökningar som Brandt påbörjade där fullföljdes efter hans död av Torbern Bergman. Andra framstående lärjungar till Brandt är Daniel Tilas, Anton von Swab, Axel Fredrik Cronstedt och Henrik Teofilus Scheffer.
Georg Brandt gifte sig 1714 med Anna Maria Norn, dotter till köpmannen i Säter Petter Norn. Deras dotter Catharina Elisabeth gifte sig med Samuel Sandel och var mor till Benjamin och Johan August Sandels.